# Airgam boys
Airgam boys és una línia de figures articulades de 8,5 cm d'alt aproximadament produïdes durant els anys 70 i 80 per la companyia joguetera Airgam, S.A., i des del 2003 per New Toys S.L.

## Història
Els Airgam boys comencen a ser comercialitzats l'any 1976, en la línia de figures articulades de mides inferiors als G.I. Joe, Big Jim, Geyperman i Madelman; com puguen ser els Clicks de Famobil o Playmobils, que van sorgir el 1974 a Alemanya o els Coman boys a Espanya a causa de l'increment del preu del plàstic originat per l'encariment del preu del petroli.

## La figura
El cap disposa de molts tipus de cares i cabells de diferent color i els models poden tenir diversos tipus de cares amb els mateixos vestuaris. Alguns models duien antifaç. El cabell se suporta en el cap gràcies a un tall en la part posterior. Al coll poden dur tota mena de mocadors i accessoris.
El color del tronc podia ser de qualsevol color, i a ell s'hi uneixen les cames i els braços. Les mans estaven unides als braços i es podien girar. La cintura és estreta per poder subjectar el cinturó. Les dues cames disposen de moviment independent i els peus van units per un pivot que permet l'adaptació al terreny. En les unions de braços i mans, i cames i peus s'hi poden allotjar complements del mateix color que la mà i el peu que simulen guants i botes. Al final de la primera etapa de producció es van afegir articulacions als genolls i colzes.
La figura femenina té menys envergadura que el masculí, de manera que té menys estabilitat, i el sistema d'articulació de les cames és a l'interior de la figura. El cabell permet afegir diversos complements.

## Sèries
Es van comercialitzar diverses sèries, que disposaven de vehicles i complements: 
- Esport
- Militars: Romans, medievals, napoleònics, guerra civil americana, guerres índies i Segona Guerra Mundial.
- Serveis civils
- Espai
- Monstres clàssics i superherois
- Aventures
- Circ